# Mitch Mitchell

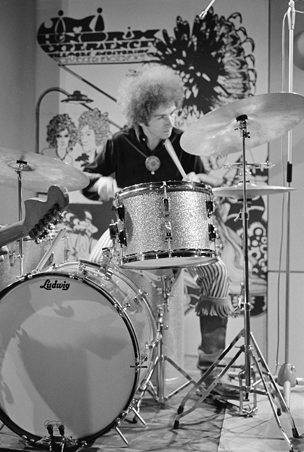
Mitchell mit der Jimi Hendrix Experience

John „Mitch“ Mitchell (* 9. Juli 1946 in London; † 12. November 2008 in Portland, Oregon) war ein britischer Jazz- und Rock-Schlagzeuger, der zunächst als Kinderschauspieler und später als Schlagzeuger von Jimi Hendrix in die Öffentlichkeit trat. Nach dem Tod von Noel Redding im Jahr 2003 war er das letzte noch lebende Bandmitglied der Jimi Hendrix Experience.

## Leben
Mitchell lernte sein Instrument bei Jim Marshall (dessen Verstärkersystem den Rock-Sound seit den 1960er Jahren entscheidend prägte), als er neben der Schauspielerei in dessen Musikinstrumentenladen mitarbeitete. Mitchells musikalisches Vorbild war der US-amerikanische Jazzdrummer Elvin Jones. Wie dieser war Mitchell in hohem Maße ein Autodidakt. Ein zusätzlicher Hinweis auf seine rhythmische Begabung besteht darin, dass er vorzüglich stepptanzen konnte – eine Fähigkeit, die er auch mit anderen großen Schlagzeugern wie Buddy Rich und Steve Gadd teilte. Er spielte bevorzugt auf Drums der renommierten britischen Marke Premier.
Vor seiner Zeit mit The Jimi Hendrix Experience spielte er unter anderem mit Georgie Fame bei Georgie Fame and the Blue Flames und auch nach der Auflösung dieser Gruppe in Fames Soloprojekt. Als Chas Chandler – ehemaliger Bassist der Rockband The Animals – im September 1966 Jimi Hendrix unter Vertrag nahm und in London Musiker für die geplante Jimi-Hendrix-Group suchte, wurde ein umfangreiches Drummercasting durchgeführt. Dabei hinterließ Mitchell im Vergleich zu allen anderen Mitbewerbern den besten Eindruck und setzte sich am Ende auch gegen den zur damaligen Zeit bereits renommierten Schlagzeuger Aynsley Dunbar durch. Mit der Absolvierung dieses Ausleseverfahrens war seine Aufnahme in die Jimi Hendrix Experience vollzogen.
Auch nach Auflösung der Jimi Hendrix Experience spielte Mitchell weiterhin mit Jimi Hendrix, zum Beispiel beim Woodstock-Festival 1969. Von April bis September 1970 spielte er in einer Neuauflage der Jimi Hendrix Experience (Cry-of-Love-Band) mit Jimi Hendrix und Billy Cox am Bass auf deren letzter US- und Europatournee.
Als versierter Jazz-Schlagzeuger verfügte Mitchell über ein großes schlagtechnisches Repertoire sowie über ein ausgeprägtes musikalisches Einfühlungs- und rhythmisches Antizipationsvermögen. Auf Grund dieser exzeptionellen Fähigkeiten gelang es Mitchell problemlos, auf Hendrix’ – gerade live – stark improvisatorisch gehaltene Musik in kongenial-kreativer Weise einzugehen. Einerseits vermochte er dessen komplexe Gitarren-Soli virtuos mit einer diffizilen Polyrhythmik zu unterlegen, andererseits war er in der Lage, in den „Lücken“ zwischen Hendrix’ Gitarrensoli bruchlos seine schnellen, energetischen Drumsoli einzuflechten.
Drei Paradebeispiele für Mitchells variantenreiche, äußerst dynamische und dabei stets überaus präzise Schlagzeugarbeit – auch im schlagtechnisch besonders anspruchsvollen Fast Rock – zeigen sich unter anderem in der Hendrix-Komposition Fire vom Album Are You Experienced, in der Coverversion des Howlin’-Wolf-Klassikers Killing Floor oder auch in der Hendrix-Komposition If 6 was 9 vom Album Axis: Bold as Love, welche er mit einem ausgeprägt unorthodoxen, gegenrhythmisch feinziselierten schlagtechnischen Soundteppich unterlegte.
Nach der Auflösung der Jimi Hendrix Experience infolge des Todes von Jimi Hendrix am 18. September 1970 schloss sich Mitchell keiner Musikformation mehr als ständiges Mitglied an. Seit diesem Zeitpunkt war Mitch Mitchell als Session- und Studiomusiker tätig.
Mitchell wurde am 12. November 2008 in einem Hotelzimmer in Portland im US-Bundesstaat Oregon tot aufgefunden. Der Rolling Stone listete ihn 2016 auf Rang acht der 100 größten Schlagzeuger aller Zeiten.